# The Short History of the Long Road
Pour plus de détails, voir Fiche technique et Distribution.
The Short History of the Long Road (littéralement : La Courte Histoire de la Longue Route) est un film dramatique américain écrit et réalisé par Ani Simon-Kennedy sorti en salles en 2020. Il met en scène Sabrina Carpenter, Steven Ogg, Danny Trejo et Maggie Siff.
Il a été présenté en première mondiale au Festival du film de Tribeca le 27 avril 2019. Il est sorti au cinéma le 12 juin 2020 aux États-Unis.

## Synopsis
Pour l'adolescente Nola Carpenter, la route est son foyer. Son père (Clint) lui propose ce mode de vie. Comme toute adolescente, elle aimerait avoir un point d'ancrage et pas qu'une vie éphémère, même si celle-ci ne lui déplait pas faite de beaucoup de liberté et d'autonomie. Le couple sillonne les États-Unis dans un camping-car rénové avec amour, savourant leur indépendance et arrondissant leurs fins de mois grâce à des petits boulots. Une rupture choquante vient à bouleverser le quotidien de Nola et elle se retrouve seule. Elle décide de se rendre à Albuquerque, au Nouveau-Mexique, à la recherche de la mère qu'elle n'a jamais connue. Pendant ce road-trip, elle rencontre des situations qui l'alerteront sur les dangers de la vie débauchée et de la bonté d'une famille aimante mais rigoriste. De retour sur la route, lorsque son camping-car tombe inopinément en panne, elle se lie d'amitié avec un carrossier (Trejo) et entrevoit la possibilité d'amarrer son navire dans cette tempête. Elle finit par retrouver sa mère, mais l'appel de la route sera plus fort.

## Fiche technique
- Titre original : The Short History of the Long Road
- Réalisation : Ani Simon-Kennedy
- Scénario : Ani Simon-Kennedy
- Musique : Morgan Kibby
- Producteurs : Darren Dean, Bettina Kadoorie, Eddie Rubin, Kishori Rajan, Ani Simon-Kennedy, Dominique Telson et Cailin Yatsko
- Directeur de la photographie : Cailin Yatsko
- Montage : Ron Dulin
- Distribution : FilmRise
- Pays d'origine : États-Unis
- Langue originale : anglais
- Genre : drame
- Durée : 94 minutes
- Dates de sortie :
  - Festival du film de Tribeca : 27 avril 2019[2]
  -  États-Unis : 16 juin 2020

## Distribution
- Sabrina Carpenter : Nola
- Steven Ogg : Clint, le père de Nola
- Danny Trejo : Miguel
- Maggie Siff : Cheryl, la mère de Nola
- Rusty Schwimmer : Marcie
- Jashaun St. John : Blue

## Production
En août 2018, Sabrina Carpenter, Steven Ogg, Danny Trejo, Maggie Siff, Rusty Schwimmer et Jashaun St. John sont annoncés au casting, avec Ani Simon-Kennedy à la réalisation, à partir d'un scénario qu'elle a écrit.

## Accueil
Le film a reçu des critiques généralement positives. Sur le site Rotten Tomatoes, le film a un score de 88%. Metacritic, qui utilise une moyenne pondérée, a attribué au film une note de 60 sur 100, basée sur 7 critiques.
Le magazine américain Variety a fait l'éloge de l'interprétation de Carpenter.